# Michel Martinez
Pour les articles homonymes, voir Martinez.
Il commence le tennis de table au club de Cran Gevrier TT ou il obtient ses premières victoires et notamment un titre de vice champion de France minime en simple.
Il est notamment à trois reprises champion de France de double messieurs (en 2002, 2007 et 2009), et en double mixte (en 1999 et 2000). Il a été lancé au niveau national par le club de Cestas SAG et a été sélectionné pour les championnats d'Europe à Brème en 2000.
Il était n°22 français et n°210 mondial en 2004, il est en octobre 2010 n°10 en France et 2e français derrière Christophe Legout, et évolue dans le club d'Angers après avoir été à Istres.
En 2010 à Nîmes, il remporte un quatrième titre de Champion de France de double. Il était associé à Christophe Legout.

## Palmarès
- 2007, 2009, 2010 et 2012:  Champion de France de double (associé à Christophe Legoût)
- 2006 :  Vice-Champion de France en simple messieurs (face à Sébastien Jover)
- 2003 :  Médaille de Bronze Double Mixte (S Fernandes) à Mulhouse
- 2002 :  Champion de France Double (Cédric Mirault) à Rennes, et  vice-champion de France Double Mixte (S. Fernandes) – Rennes
- 2001 :  Médaille de Bronze double messieurs (avec Patrick Chila) aux Internationaux du Qatar (Doha)
- 2000 : Vainqueur du TOP 12 National, et  médaille d’or double mixte (Martinez/Fernandes) aux Championnats de France Seniors
- 1999 : Vainqueur du TOP 12 National, et  médaille d’or double mixte (Martinez/Fernandes) aux Championnats de France Seniors
- 1998 :   Vice-Champion de France en double Messieurs (Y. Marais) à Amiens,  médaille d’Or en double (Beyron) aux Championnats Méditerranéens et  médaille d’Or Espoirs en Simple aux Championnats Méditerranéens – Ovada (Italie)[3]